# Buq'ata
Buq'ata (hébreu : בוקעאתא )est une ville peuplée essentiellement par des syriens druzes, sous autorité israélienne, présente sur le plateau du Golan. Elle a une population de 5 700 habitants.